# Rinnegamento di Pietro

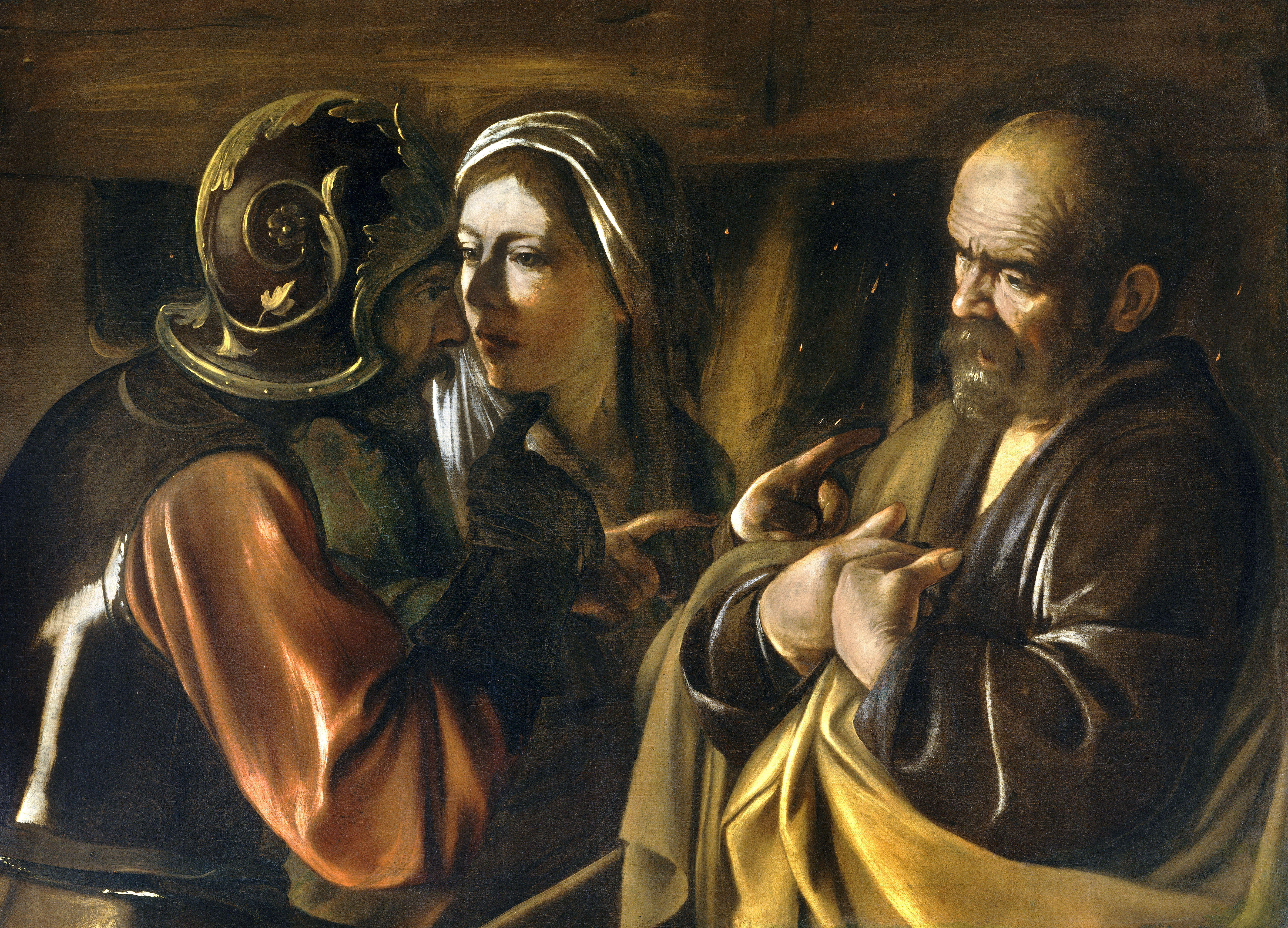
Negazione di san Pietro, dipinto di Caravaggio (1609-1610, New York, Metropolitan Museum of Art).

Il Rinnegamento di Pietro (o Negazione di Pietro) è un episodio dei Vangeli canonici in cui San Pietro respinge per tre volte le accuse di essere un seguace di Gesù.

## Riferimenti evangelici
L'episodio - riportato sia nei vangeli sinottici (Mc 14,66-72; Mt 26,69-75; Lc 22,56-62) sia nel Vangelo secondo Giovanni (Gv 13,37-38;18,15-18.25-27) - si colloca durante la Passione, quando Gesù, dopo l'arresto, viene condotto dal sommo sacerdote e Pietro si trova nel cortile del palazzo di quest'ultimo. Dopo tale rinnegamento, i vangeli sinottici riportano il pentimento di Pietro, che piange, mentre il Vangelo di Giovanni non fa menzione di ciò.
In Luca l'episodio del rinnegamento è posto prima della comparizione di Gesù di fronte al Sinedrio, al contrario di Marco e Matteo che lo pongono solo dopo tale comparizione.
Sempre in merito a tale episodio, Marco riporta che il gallo canta due volte dopo che Pietro ha rinnegato Gesù, a differenza di Matteo e Luca in cui il gallo canta una volta sola dopo tale rinnegamento; anche la predizione di Gesù è, di conseguenza, diversa in Marco («Prima che il gallo canti due volte, mi rinnegherai per tre volte») rispetto agli altri evangelisti: Matteo («Prima che il gallo canti, mi rinnegherai tre volte»), Luca («Prima che il gallo canti, oggi mi rinnegherai tre volte») e Giovanni («In verità, in verità ti dico che il gallo non canterà che già tu non mi abbia rinnegato tre volte»). Gli esegeti della École biblique et archéologique française (i curatori della Bibbia di Gerusalemme) ritengono che tale discrepanza sia dovuta all'unione di più fonti e tradizioni in base a cui Marco ha riportato un duplice canto del gallo, a differenza di "Matteo e Luca che hanno soppresso il primo canto del gallo". Sempre tali esegeti ritengono inoltre probabile che inizialmente vi fosse "un racconto primitivo che conteneva solo un rinnegamento" ma la "combinazione con due racconti paralleli, provenienti da altre tradizioni, ha prodotto la cifra tradizionale di tre rinnegamenti".
Osserva, inoltre, Raymond Brown come i Vangeli di Marco e Giovanni "variano notevolmente nel modo in cui questi combinano i dettagli. Giovanni pone il primo rinnegamento fuori mentre Pietro entra nel cortile [del Sommo Sacerdote], e il secondo e il terzo rinnegamento davanti al fuoco nel cortile; Marco pone il primo rinnegamento nel cortile davanti al fuoco e il secondo e il terzo rinnegamento fuori dal cortile e lontano dal fuoco"; si nota, altresì, come mentre I Vangeli di Marco, Matteo e Giovanni sottolineano "la simultaneità del rinnegamento di Pietro e del processo davanti al sinedrio [oppure dell'interrogatorio notturno di fronte ai soli sommi sacerdoti, per la differente tradizione giovannea]", invece il Vangelo secondo Luca "rompe lo schema di simultaneità ponendo il rinnegamento da solo, dopo che Gesù incontrò i capi dei sacerdoti e gli anziani sul Monte degli Ulivi al tempo del suo arresto e prima del mattino dell'incontro col Sinedrio"; tra i quattro resoconti evangelici "i dettagli variano così tanto che gli armonizzatori più determinati, provando a preservare l'accuratezza storica dei vari vangeli, qualche volta misero 6 rinnegamenti o anche 9 (3 gruppi di 3)!".
Alcuni copisti dei primi secoli - notando le incongruenze sul numero di volte in cui il gallo avrebbe cantato, due volte in Marco (che però, in alcuni importanti manoscritti, cita solo la seconda) e un'unica volta in Matteo e Luca - al versetto Mc14,68 aggiunsero un "primo" canto del gallo, non citato dal testo marciano in alcuni importanti manoscritti, mentre altri copisti, con analogo intento, modificarono il testo del Vangelo di Marco eliminando il riferimento "Per la seconda volta" al canto del gallo; in merito, osserva Raymond Brown: "ritengo che quanto fecero questi secondi copisti, fu fatto da Matteo e Luca prima di loro ed essi eliminarono il marciano "Per la seconda volta" perché per loro non aveva molto senso".
Raymond Brown evidenzia, inoltre, come anche in merito alla predizione di Gesù del rinnegamento di Pietro gli evangelisti non concordino: secondo "Marco/Matteo questa ha luogo sulla strada verso il Getsemani in risposta di Gesù al verso Mc14,29; Mt26,33 e Pietro protesta che in eccezione egli non sarebbe stato scandalizzato. E' seguita dall'affermazione di Pietro di voler morire con Gesù", mentre invece "in Luca e Giovanni la predizione ha luogo durante l'ultima cena ed è preceduta dalla dichiarazione di Pietro che gli vuole morire con Gesù" e anche "alcuni studiosi, che accettano la storicità del rinnegamento, ritengono la predizione come formulata dopo l'evento (vaticinium ex eventu) per dare a Gesù lo status di profeta".
Il teologo protestante Rudolf Bultmann ritiene che tale storia riferita a Pietro, che considera "leggendaria e letteraria", risenta dell'attività editoriale degli evangelisti. Secondo altri autori, il criterio dell’attestazione multipla e quello dell'imbarazzo sarebbero elementi a favore della storicità. Nonostante le varianti, gli evangelisti presentano lo stesso fatto ed è difficile immaginare che la primitiva comunità cristiana abbia inventato una storia in cui il capo degli apostoli si dimostra debole e vigliacco. La storicità del racconto è oggi largamente riconosciuta e secondo Rudolf Pesch appartiene alla tradizione premarciana e non presenta elementi che lo indichino come costruito sulla base di qualche genere letterario prestabilito.
Secondo un certo numero di studiosi, il criterio dell'imbarazzo non è applicabile in questo episodio, in quanto tale storia non sarebbe stata così sfavorevole a Pietro - il quale si sarebbe poi riscattato, secondo tradizione cristiana, con il martirio sulla croce - ma anzi sarebbe stata fonte di incoraggiamento per i Cristiani dei primi secoli che avessero fallito nei confronti della propria fede nei momenti di difficoltà, infondendo loro fiducia in una seconda possibilità; Raymond Brown, analogamente agli studiosi della Bibbia di Gerusalemme, - pur ammettendo una base fattuale pre-evangelica per tale episodio - ritiene che ogni tradizione precedente, già in parte discordante dalle altre, fu poi ulteriormente modificata da ciascun evangelista, secondo le proprie esigenze redazionali e teologiche.

### Riferimenti
1. ↑   Mc 14,66-72; Mt 26,69-75; Lc 22,56-62, su La Parola - La Sacra Bibbia in italiano in Internet.
2. ↑   Gv 13,37-38;18,15-18.25-27, su La Parola - La Sacra Bibbia in italiano in Internet.
3. ↑  Lo storico Bart Ehrman sottolinea che "storicamente parlando, questi resoconti non sono conciliabili".
4. ↑  Bibbia di Gerusalemme, EDB, 2011, p. 2428, ISBN 978-88-10-82031-5.
5. ↑  Raymond E. Brown, The Death of the Messiah, Vol. 1, Anchor Yale Bible, 2010, pp. 592, 610-613, ISBN 978-0-300-14009-5.
6. ↑  Come il Codex Sinaiticus.
7. ↑   Mc14,68, su La Parola - La Sacra Bibbia in italiano in Internet.
8. ↑  Raymond E. Brown, The Death of the Messiah, Vol. 1, Anchor Yale Bible, 2010, pp. 137, 605-607, ISBN 978-0-300-14009-5.
9. ↑  Raymond E. Brown, The Death of the Messiah, Vol. 1, Anchor Yale Bible, 2010, pp. 117-119, 134, 619, ISBN 978-0-300-14009-5.
10. ↑   Mc14,29; Mt26,33, su La Parola - La Sacra Bibbia in italiano in Internet.
11. ↑  "E dopo aver cantato l'inno, uscirono verso il monte degli Ulivi. Gesù disse loro: [...] Allora Pietro gli disse: «Anche se tutti saranno scandalizzati, io non lo sarò». Gesù gli disse: «In verità ti dico: proprio tu oggi, in questa stessa notte, prima che il gallo canti due volte, mi rinnegherai tre volte». Ma egli, con grande insistenza, diceva: «Se anche dovessi morire con te, non ti rinnegherò». Lo stesso dicevano anche tutti gli altri." ( Mc14,26-31, su laparola.net.) "E dopo aver cantato l'inno, uscirono verso il monte degli Ulivi. [...] E Pietro gli disse: «Anche se tutti si scandalizzassero di te, io non mi scandalizzerò mai». Gli disse Gesù: «In verità ti dico: questa notte stessa, prima che il gallo canti, mi rinnegherai tre volte». E Pietro gli rispose: «Anche se dovessi morire con te, non ti rinnegherò». Lo stesso dissero tutti gli altri discepoli." ( Mt26,30-35, su laparola.net.).
12. ↑  "«Simone, Simone, ecco satana vi ha cercato per vagliarvi come il grano; ma io ho pregato per te, che non venga meno la tua fede; e tu, una volta ravveduto, conferma i tuoi fratelli». E Pietro gli disse: «Signore, con te sono pronto ad andare in prigione e alla morte». Gli rispose: «Pietro, io ti dico: non canterà oggi il gallo prima che tu per tre volte avrai negato di conoscermi». [...] Uscito se ne andò, come al solito, al monte degli Ulivi; anche i discepoli lo seguirono." ( Lc22,30-39, su laparola.net.) "Simon Pietro gli dice: «Signore, dove vai?». Gli rispose Gesù: «Dove io vado per ora tu non puoi seguirmi; mi seguirai più tardi». Pietro disse: «Signore, perché non posso seguirti ora? Darò la mia vita per te!». Rispose Gesù: «Darai la tua vita per me? In verità, in verità ti dico: non canterà il gallo, prima che tu non m'abbia rinnegato tre volte». [...] Detto questo, Gesù uscì con i suoi discepoli e andò di là dal torrente Cèdron, dove c'era un giardino nel quale entrò con i suoi discepoli." ( Gv13,36-38; Gv18,1, su laparola.net.).
13. ↑  Bart D. Ehrman, Jesus Interrupted - Revealing the Hidden Contradictions in the Bible, HarperCollins Publishers, 2009, pp. 7-8, ISBN 978-0-06-186327-1.
14. ↑  Rudolf Bultmann, History of the Synoptic Tradition, Hendrickson Publisher, 1963, p. 269, ISBN 1-56563-041-6.
15. ↑  Rudolf Schnackenburg, Vangelo secondo Marco, Città Nuova, 2002, p. 419
16. ↑  Ettore Malnati, I ministeri della Chiesa, Edizioni Paoline, 2008, pp. 105-106
17. ↑  Come Maurice Goguel, Rudolf Bultmann, Alfred Loisy, Günter Klein, Eta Linnemann.
18. ↑  Raymond E. Brown, The Death of the Messiah Vol. 1, Anchor Yale Bible, 2010, pp. 612-625, ISBN 978-0-300-14009-5; Bibbia di Gerusalemme, EDB, 2011, p. 2428, ISBN 978-88-10-82031-5.